# AVP2 エイリアンズVS.プレデター
『AVP2 エイリアンズVS.プレデター』（エイリアンズ バーサス プレデター、Aliens vs. Predator: Requiem）は、2007年12月に公開されたアメリカ映画である。PG-12指定。人気SF作品エイリアンとプレデターをクロスオーバーさせた『エイリアンVSプレデター』の続編。
アクション映画要素の強かった前作から一転、作風・シチュエーション共にホラー映画に近いものとなっている。ストーリー的には前作からの直後の話になる。

## ストーリー
前作での南極における戦いでスカー・プレデターの体内に寄生していたチェスト・バスター（エイリアンの幼体）が、プレデターの宇宙船内で胎動し孵化。プレデターの性質も受け継ぎ、すでに成体の大きさとなっていた新種のエイリアン「プレデリアン」として成長する。一方、そんなことなど知る由もなかったプレデター達は新たな儀式場の準備をすべく、大量のフェイスハガーを搭載した小型艇を出発させた。数人のプレデター達を乗せた小型艇は地球の衛星軌道上に停泊していたが、既にその船内にはプレデリアンが侵入していた。プレデリアンは船内にいたプレデター達を殺戮しはじめ、プレデリアンを狙ったプレデターの攻撃で船体にダメージを受けてコントロールを失った小型艇は、アメリカ・コロラド州ロッキー山脈麓の森に墜落する。
墜落した船内では保存容器が壊れ、フェイスハガーたちが獲物を求めて外に飛び出し、瀕死の傷を負いながらもガントレットで救難信号を発したプレデターはプレデリアンに止めを刺される。狩猟中に森に墜落した宇宙船を目撃した親子がフェイスハガーに寄生され、地球上での成体エイリアンの増殖が始まった。
一方で、ガントレットからの救難信号を受信したプレデターの本星から、エイリアンの駆除・及び自分達の具体的な存在痕跡の抹消を生業とするプレデターであるザ・クリーナーが地球へ送り込まれる。クリーナーは宇宙船とプレデターの遺体を消滅させ、エイリアンの追跡を開始するが、プレデリアンをはじめとしたエイリアン軍団は下水道の入り口に住む浮浪者達を襲って町へ接近する。ザ・クリーナーは下水道内でエイリアン軍団をようやく捉えるが、プレデターの戦闘能力と知能を継承したプレデリアンを相手に苦戦し、両者の交戦は街中へ発展してしまう。
街中に侵入したエイリアン達は学校のプールや、一般民家など様々な場所で人間を惨殺しはじめ、パニックに陥った住民達は町からの脱出を目指し、武器を求めて銃砲店に集まった。その頃、保安官事務所からの救援要請を受けた州軍部隊が街に到着するが、すでに相当数に増殖したエイリアン軍団の襲撃を受けて全滅してしまう。
州軍の装甲車に残されていた軍用無線機で司令部と交信した保安官達は街の中心部で救出ヘリを待てと誘導されるが、不安を感じた若者達とイラク帰還兵の女性は病院にあるヘリで脱出を試みることを決め、保安官達と別れる。保安官が誘導された街の中心部は、避難民とエイリアンの戦場と化していて、保安官達は救出ヘリの到着を信じて必死の抗戦を続けた。
一方、プレデリアンもまた病院に乗り込み、入院中の妊婦達に幼生を寄生させ、エイリアンの繁殖を図っていた。そんな中に、装甲車で乗り付けてしまった若者達は、ヘリのある屋上を目指してエイリアンの巣窟となった病院に突入してしまう。プレデリアンを追跡していたザ・クリーナーも病院へ突入し、人類とエイリアン、プレデターの3つ巴の戦いが始まった。

## 登場人物
ダラス・ハワード
本作の主人公。窃盗の常習犯でリッキーの実兄。保安官のエディとは顔なじみである。窃盗の刑期が終わり、街に帰ってきた。性格は冷静沈着だが、リッキーを虐めたデイルにバットで殴りかかろうとするほどの報復を仕掛けようとしてリッキーに制止させられるなど、弟同様に血の気の多い一面もある。作中では窃盗犯だった頃のスキルを生かして銃砲店の鍵をこじ開けたり、クリーナーの落としたスキャッターガンを見様見真似で発砲、リーダー的存在として街からの脱出を計画する。中盤、プレデターのワイヤートラップにかかりエイリアンの餌にされた際にも冷静に対処して難を逃れたり、終盤で病院の屋上にて一行をヘリに乗り込ませるために単身囮になりウォーリアー・エイリアンを倒すなど機転が利き、応用力がある。ケリーと同じく軍の用意した脱出プランに違和感を覚え、街はずれにある病院の医療ヘリを使った脱出を考える。
その後、病院においてクリーナーとプレデリアンの戦いに乗じて、医療ヘリに乗り込み、墜落するも街からの脱出に成功。その後、展開していた米軍にスキャッターガンを引き渡し、ケリー、モリー、リッキーと共に保護された。
エディ・モラレス保安官
舞台となる街 ガリソン市の保安官で、ダラスとは顔なじみの友人。市長家族や街の住民たちからも絶大な信頼を得ている。市長親子が失踪する事件をきっかけにエイリアンとプレデターの戦いに巻き込まれる。作中ではザ・クリーナーを最初に目撃した部下（レイ）をクリーナーに殺害されており、銃砲店に置かれていた無線機で州兵部隊の要請や、スティーブンス大佐に救援要請を行う。作中中盤ではダラスとケリーの説得もむなしく、市長夫人のダーシーと共に広場へ向かい、迫ってくるウォーリアー・エイリアンを相手に避難していた大勢の市民を守るために必死の攻防を繰り広げたが、その奮闘は報われることなく、最期は避難していた市民やエイリアンの群れ、そして街もろとも空軍が投下した可変威力型核爆弾『B83』によって爆死する。
ケリー・オブライエン
アメリカ陸軍の兵士でモリーの母親。休暇で実家に帰宅するも、プレデターの宇宙船墜落の翌日の夜にウォーリアー・エイリアンの襲撃に遭い、夫のティムを失う。その後、銃砲店でダラスたちと合流し、脱出に協力する。作中では陸軍兵士のスキルを生かして移動中には装甲車やヘリコプターを操縦。交戦中はM4カービンで取り囲んだウォーリアー・エイリアンを排除、ポイントマンとして先導する。性格は冷静かつ男勝りだが、娘のモリーを始め家族には愛情を持って接している。また、作中中盤ではダラス同様、軍の用意した脱出プランに不安を覚え、救援場所になっている街の広場に向かうか、ヘリのある病院へ向かうかという選択では真っ先に病院へ行こうと呼びかける。
最後は無事、医療ヘリで街から脱出し、モリー、ダラス、リッキーと共に米軍に保護された。
モリー・オブライエン
ケリーの愛娘。休暇で帰って来たケリーの荷物に入っていた暗視ゴーグルをいたく気に入り、そのままプレゼントとして貰う。エイリアン襲撃の夜、一向に眠れず気晴らしに暗視ゴーグルで外を眺めた際にウォーリアー・エイリアンを発見し、悲鳴を上げてケリーに助けを求めた。その後、ケリーと共に街の外に脱出するためにケリー、ダラス、リッキーらと行動を共にする。
次々に襲ってくるエイリアン達に終始怯え、悲鳴を上げていたが、最終的に辛うじて母のケリー、ダラス、リッキーと共に街からの脱出に成功し、生還した。
ティム・オブライエン
ケリーの夫。軍隊に勤めている妻に代わって男手ひとつでモリーの面倒を見ていた。久しぶりに帰省した妻を暖かく迎えるも、その夜にウォーリアー・エイリアンに襲われ、妻と娘に逃げる様に促しながら、殺害された。
リッキー・ハワード
高校生でダラスの実弟。ピザ配達のアルバイトをしており、学校のマドンナ的存在のジェシーに片想いしている。そのため、ジェシーと交際しているデイル率いる不良グループからは目の敵にされ、嫌がらせや虐めを受けている。性格は非常に短気かつ喧嘩っ早いが、弟を信用しているダラスが傍にいることで落ち着いた行動をとる事が出来ている。エイリアン襲撃の夜、学校の室内プールでジェシーと密会中に、デイル達に見つかりプール内で取っ組み合いになるが、その最中にウォーリアー・エイリアンの襲撃に遭う。作中終盤の病院でジェシーがクリーナーのレイザー・ディスクで壁に串刺しにされて即死したのを目の当たりにし、ダラスの制止の声を聞かず怒りに身を任せて猛然とクリーナーに発砲し、クリーナーを怯ませ、エイリアンごと撃退する。直後にプレデリアンの尻尾で肩を貫かれ負傷してしまうも、ダラスに助けられ幸いにも致命傷には至らなかった。終盤で離陸寸前の医療ヘリを襲おうとしたエイリアンを拳銃で撃退し、一行の脱出に貢献した。
ジェシー・サリンジャー
リッキーの通う学校のマドンナ的存在。本名はジェシカ。デイルと交際しているが、粗暴な彼の事に半ば辟易しており、自身に片思いしているリッキーに気移りしており、学校のプールでキスをした。リッキーとの密会中にエイリアンの襲撃に遭う。銃砲店ではショットガンに銃弾を装填する作業を行うなど、銃に関しての知識を持っている。ダラスたちと共に病院へ向かうも、病院内の階段でドリューが突然エイリアンの襲撃に遭ったことでパニックに陥り、院内を逃げ惑う。その時偶然クリーナーがウォーリアー・エイリアンを倒すために使用したレイザー・ディスクの直撃に遭い、壁に串刺しにされ即死。リッキーの目の前で身体が真っ二つに割かれるという凄惨な最期を遂げる。
デイル・コリンズ
ジェシーと交際中の不良グループのリーダー。その為、彼女と仲のいいリッキーが気に入らず、取り巻きを率いて、いつも彼を虐める。学校の室内プールでリッキー達共々エイリアンの襲撃に遭って取り巻き達を目の前で惨殺され、その後は成り行きでダラス達と行動を共にする事となる。リッキー以上に喧嘩っ早く態度や言動は粗暴だが根は臆病者である為、エイリアンに襲われてからはすっかり怖気づいて弱腰となる。銃砲店にエイリアンとクリーナー双方が襲撃してきた際に、単身逃げ出そうとしてエイリアンに捕まり、その直後クリーナーに射殺されたエイリアンの強酸血液を顔面に浴びて死亡。
マーク、ニック
いずれもデイルの取り巻きとして、常に行動を共にしているリッキー、ジェシー達の同級生。デイルに便乗してリッキーにイジメを働く。エイリアン襲撃の夜、学校の室内プールでジェシーと密会していたリッキーとデイル共々喧嘩になるが、その矢先にエイリアン・ウォーリアーに襲われ、マークはエイリアン・ウォーリアーに顔面を尾で串刺しにされた上でプールの中に引きずり込まれ死亡。ニックも学校からの脱出直前にエイリアン・ウォーリアーに捕まり惨殺された後、クリーナーに退治されたエイリアン・ウォーリアーの死体共々溶解された。
劇中で2人を襲ったウォーリアーはファンサービスとして「エイリアン4」の水中を泳ぐニュー・ウォーリアー（アクア・エイリアン）のオマージュとしてプールを泳ぐシーンがある。
ドリュー
リッキーが働いてるピザ配達店のマネージャー。終盤街の外に脱出するためにケリー、ダラス、リッキーらと行動を共にし病院内の階段を歩いていた所突如現れたウォーリアー・エイリアンに襲われ死亡。
レイ・アダムス
エディの部下で副保安官。行方不明になった市長親子を捜索中にクリーナーの姿を目撃し、逃亡しようとするがリストブレードで刺殺される。翌日、皮を剥ぎ取られ、木に吊るされた無残な状態で遺体をエディ達に発見される。
バディ・ベンソン
ガリソン市長。息子のサムを連れて街の郊外にある森に狩猟に出ていた折に、プレデターの宇宙船が墜落する現場に遭遇、その矢先に宇宙船から逃げ出したフェイスハガーに襲われ、一匹をハンティングライフルで射殺するも、強酸血液の返り血を片手に浴びて腕を切断したところを別のフェイスハガーに寄生される。後にサムが意識を取り戻した際にチェストバスターに腹を突き破られ死亡した。その後、死体はサムの死体共々クリーナーによって溶解された。彼ら親子の死が後にガリソン全体を巻き込む事となる惨劇の引き金となった。
サム・ベンソン
バティ、ダーシーの息子。父親と共にプレデターの宇宙船が墜落する光景を目撃し、その矢先に父子共々フェイスハガーに寄生される。その夜に意識を取り戻し、バディの無残な死を目の当たりにするも、直後に自身もチェストバスターに腹を突き破られ死亡。死体はバディの死体共々クリーナーによって溶解された。
ダーシー・ベンソン
バディの妻。狩猟に出かけた夫と息子が行方不明になった事で、エディや街の住民に捜索の協力を依頼し、張り紙や聞き込みを行っていた。夫、息子の悲惨な最期と彼らの死体は既に消滅した事を知る由もないまま、エイリアン襲撃の夜に、気晴らしに立ち寄ったカフェで、キャリー達がエイリアンに惨殺されたところを目撃し、恐怖に駆られて走り回っていたところをダラスたちに発見されるが、その後エディと共に街の広場に向かう。
最期はエディ同様、軍の放った核爆弾で死亡。夫や息子の後を追う形となった。
キャリー
カフェのウェイトレス。ダーシーの友人。店から帰ろうとした時に同僚の悲鳴が聞こえ、気になり店に戻った所プレデリアンに襲われ、寄生され死亡。劇中ではファンサービスとして「エイリアン3」のドッグエイリアンがリプリーに顔を近づけるシーンのオマージュとしてエイリアン・ウォーリアーがキャリーに顔を近づける描写がある。
スティーブンス大佐
アメリカ陸軍の大佐。今回のエイリアン襲撃に伴い、エディの要請で州兵を街に派遣する。州兵が壊滅するところを兵士に取り付けられたカメラで見ており、エイリアン撲滅のため、「救助ヘリが来る」と称して街の中心に誘導したエディらガリソンの住民を囮にし、核兵器で一掃する作戦を実施する(ただし、作戦地図上には、街はずれにヘリが展開しており、救助の話が嘘ではなかった可能性もある)。しかし、罪悪感のためかエディとの最後の交信後、神に許しを請うた。終盤には兵士が押収したスキャッターガンを、謎の日本人女性ユタニに引き渡した。
ハリー
ホームレス。下水道でくつろいでいた所、突如出現したフェイスハガーに襲われる。
カール
完全版のみに登場。喫煙者。ホーキンス家の墓の近くでしゃがみ腰で待機していたところケリーとモリーに出会う。クリーナーの叫び声を聞き、その後立ち上がりケリーに「タバコを消しなさい、立たないで」と言われたにもかかわらずそれを聞かず逆ギレ、その声に反応したクリーナーに見つかりプラズマ・キャノンで頭を吹き飛ばされる。
Dr.レノン
検視官。レイの遺体を調べエディに「君の手には負えん」と忠告する。
ウッズ中尉
エディの要請で街に派遣されたコロラド州軍第89中隊の指揮官。エディからの無線に応答するが、到着直後部隊はエイリアンに襲撃され反撃するも瞬く間に壊滅し隊員は逃亡。自身も状況が理解できずに装甲車から頭を出したところをエイリアンに襲われ死亡する。

## 備考
前作より残虐な描写が多めであり、米国ではR指定を受けた。
監督はポール・W・S・アンダーソンから、『タイタニック』、『デイ・アフター・トゥモロー』、『300 〈スリーハンドレッド〉』など多くの作品でVFX（視覚効果）や、CGアニメーションを担当してきたコリン&グレッグ・ストラウス兄弟にバトンタッチ。本作ではVFXスーパーバイザー（視覚効果監修）も兼任している。
本作に登場するプレデターは「ザ・クリーナー」と呼ばれる自らの種族の痕跡を他の惑星から完全に消し去る掃除屋（クリーナー）であり、本作品では前作のような人間とプレデターの共闘は描かれない。ザ・クリーナーの獲物はほぼエイリアンに限定され、エイリアン抹殺のエキスパートとされる。また通常のプレデターとは違い、一切の証拠の隠滅を目的とするために「戦意を持たぬ者」「女子供」「武器を持たぬ者」は殺さないという“狩猟時”のルールは適用されない。ザ・クリーナーは一般のプレデターが持つ武器とはかなり異なる武器を用いており、証拠隠滅用に強力な腐食性を持つ薬品で、エイリアンやその犠牲者の身体を消滅させている。
本作ではエイリアンの特性について演出が多い反面、エイリアンの体液が持つ強酸性とその酸に耐える体の組織についての描写が省略されている。本作ではエイリアンと戦う人間の武器が狩猟用ショットガンとM4カービンが主であるにもかかわらず、返り血を浴びた際のダメージがほとんど描かれておらず、その演出を成立させるためか、雨の中での戦闘が設定されている。
本作で登場する「プレデリアン」はダークホース社の各種著作品群やゲームでは先行して登場している。本作のプレデリアンの特徴としてクイーン・エイリアンと鳴き声がそっくりであり、卵生のフェイスハガー期を経ずに、寄生させる相手を捕捉してチェスト・バスターを口から直接押し込む生殖機能を有しており、卵生のフェイスハガーが寄生体ひとつに1匹が寄生するのに対し、口から直接押し込む場合には複数のチェスト・バスターを寄生させることができる。小説版によると、クイーン不在となったエイリアン群生コロニーでは何らかの基準で選ばれたウォリアー・エイリアンの1体がクイーンに変態し、単体で生殖行動ができるようになるため、本作品のプレデリアンもクイーン化したものながら、寄生したプレデターの影響(だと思われる)で従来のクイーンとは姿も生殖行動も変化した、と説明されている。
本作もまた前作と同様にファンサービスともいえる演出が多数ある。本作の主要人物の一人に『エイリアン』に登場するノストロモ号船長と同名の人物（ダラス）がいる。ザ・クリーナーが本星でオペレーションに当たっているシーンには、『エイリアン』でノストロモ号乗組員が発見した謎の宇宙船内に残されていた異星人のオペレーションシートと同形のものが登場する。ウォリアー・エイリアンが多数登場し、鳴き声も『エイリアン2』で使用されたもの（スタッフの間では「クジャク・ゾウ音」と呼ばれる）と同じである。州兵部隊が全滅するシーンはエイリアン2のオマージュ。ストーリー後半に登場し、保安官達を街の中心部へ誘導するスティーヴンス大佐は、かつてロサンゼルスにおける大量虐殺事件（プレデター2）でマイク・ハリガン警部補、ピーター・キース捜査官（両者とも同作品の主要人物）と接触していたことがノヴェライズで明かされている。
ラストシーンではエイリアンシリーズでエイリアンの軍事利用をもくろむ企業、「ウェイランドユタニ」の前身企業の関係者と思われる「ユタニ」という女性が登場する。このシーンではプレデターの武器が回収された事が示されていて、続編への伏線となっている。
本シリーズでは両作のお約束事を踏襲しているが、エイリアンの駆除と証拠隠滅を目的としているクリーナーが目的上の都合で人間と接触する機会が少ないためか、人間の言葉を真似して人間に向かって話す描写はない。ただし、たまたま聞き取った音声をマスクの中でリピートし、人間側の行動状況を把握しようとしている場面が多々存在する。
『エイリアン2』の撮影方法と同様に、新型のカメラをあえて使用せず中古のカメラで撮影することで恐怖感を引き立たせている。その反面、本編中盤からの暗闇の中で動く登場人物、ザ・クリーナーやエイリアンたちの姿をはっきりと見ることが難しくなってしまった。そのため、2012年1月8日に放送された日曜洋画劇場「エイリアンvsプレデター　シリーズ特別編集版」での本作の映像は、終始実際の映像の色彩明度を50％以上明るく加工処理して放送された。

## 未公開シーン
以下は劇場未公開のセル版（完全版）にのみ追加されたシーン。
ダーシーが停電したカフェの店内に入り、違和感を察知してキッチンルームに入ろうとする際、扉を開ける直前に1体のチェストバスターが足元を横切る形で走り去り、扉を開けると死んでいる女性ウェイトレスの子宮を突き破って出現した大量のチェストバスターを目撃するシーンがある。
公開当時やレンタル版DVD（レンタル版は劇場公開仕様）では、チェストバスターが女性ウェイトレスの体外から既に飛び出しており、抉れた内臓が露出した状態で発見されるというシーンとなっている。
墜落した船内でクリーナーが死んだ仲間のマスクを被って記録された映像から事故原因を確認し、同時にプレデリアンの反応色がプレデターの反応色と同じであることも認識するシーンがある。
ケリーとモリーがホーキンス家の墓にたどり着くシーンがある。『プレデター』に登場するシェイファー部隊最初の犠牲者の名前もホーキンスである。

## キャスト
- ダラス- スティーヴン・パスクール：咲野俊介
- ケリー - レイコ・エイルスワース：湯屋敦子
- エディ - ジョン・オーティス：小山力也
- リッキー - ジョニー・ルイス：野島健児
- モリー - アリエル・ゲイド：松久保いほ
- ティム - サム・トランメル：根本泰彦
- ジェシー - クリステン・ヘイガー：園崎未恵
- デール - デヴィッド・パートコー：日野聡
- マーク - マット・ワード：小松史法
- ニック - ミハウ・サチャネック：山中真尋
- ドリュー - デヴィッド・ホーンズビー：後藤敦
- レイ - クリス・ウィリアム・マーティン：上田燿司
- バディ -  カート・マックス・ランテ：津田英三
- サム - リアム・ジェームズ：加納千秋
- ダーシー - チェラー・ホースダル：岡寛恵
- キャリー - ジーナ・ホールデン：高森奈緒
- スティーブンス大佐 - ロバート・ジョイ：小川真司
- ハリー - ロイド・ベリー：浦山迅
- Dr.レノン - ティム・ヘンリー：長克巳
- ユタニ - フランソワーズ・イップ：新田万紀子
- ウッズ中尉 - ダリアス・ブラック：三宅健太

## スタッフ
メインスタッフ&キャストは上記のテンプレートを参照。
- 美術 - アンドリュー・ネスコロムニー
- 衣装 - アンガス・ストラティー
- 特殊メイク - ドーン・ディニンガー
- クリーチャー造形 - アマルガメイテッド・ダイナミクス・インク
- 視覚効果監修 - コリン・ストラウス＆グレッグ・ストラウス、他
- 視覚効果 - ハイドラックス